# Moselloreley
Die Moselloreley ist ein Naturdenkmal der Mittelmoselregion in der Ortsgemeinde Piesport, Rheinland-Pfalz. Es handelt sich um einen für die Mosel landschaftstypischen Ufersteilhang mit schroffen, offenen Schiefer-Felsen und -Schutthalden, einem natürlichen Hangwald und einigen nur per Boot zugänglichen Steillagen-Weinbergen. Der Hang erhebt sich auf einer Breite von einem halben Kilometer bis zu 150 m hoch über die Mosel. Als Teil des historischen Bernkasteler Bergbaureviers wurde dort ab Mitte des 19. Jahrhunderts sporadisch industrieller Bergbau betrieben, dessen Spuren noch zu sehen sind. Als schön anzusehendes Naturschutzgebiet und durch seinen romantisierenden Namen ist das Felsgebilde heute eine lokale Attraktion.

## Beschreibung

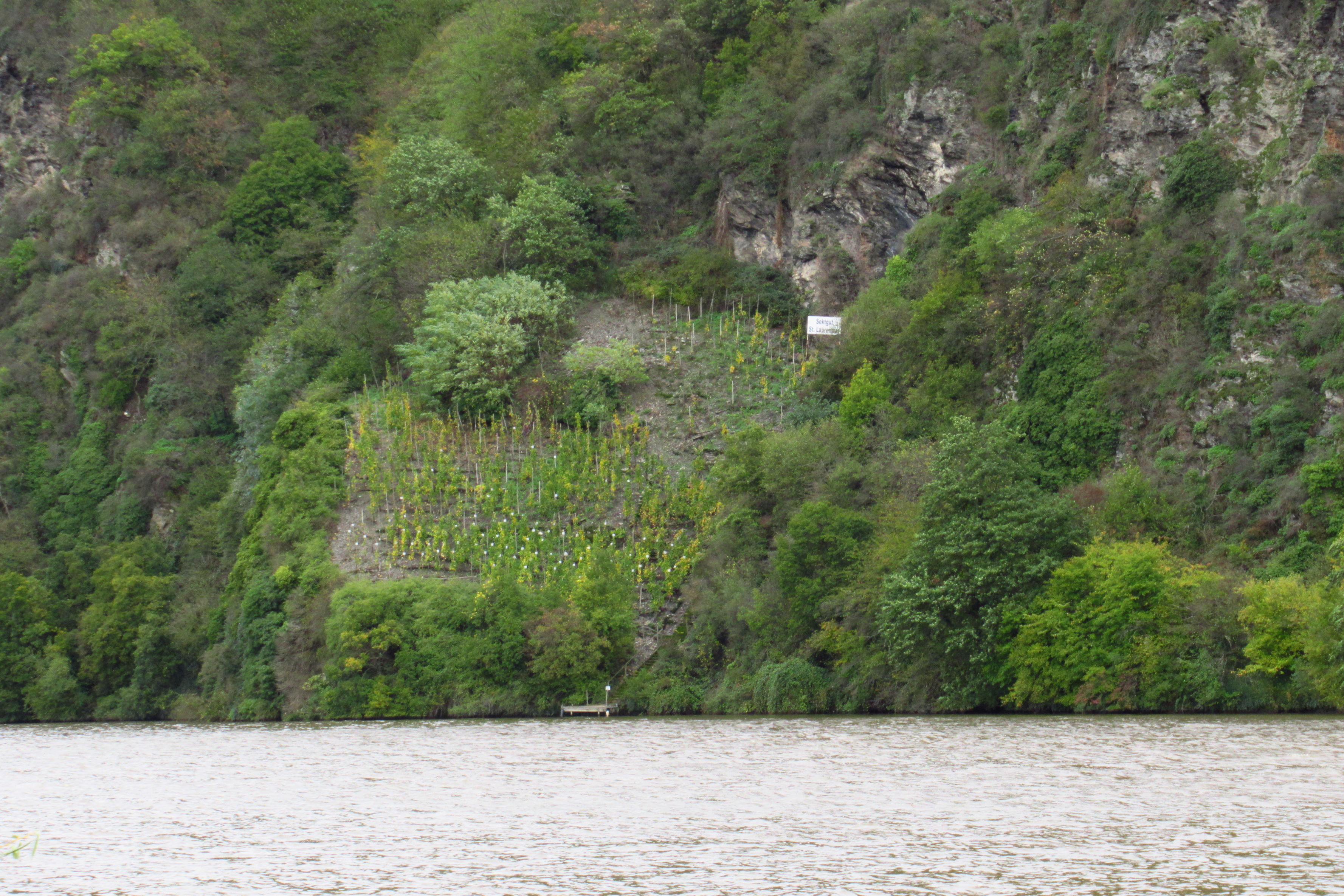
Die Piesporter Erzlay, ein Steillagenweinberg am Ufer der nur per Boot bewirtschaftet werden kann. Ein Uferweg, der früher dorthin führte ist Anfang der 1960er Jahre nach der Moselkanalisierung unter dem Wasserspiegel verschwunden. Die rund 500 Rebstöcke bringen einen Ertrag von 300 bis 400 Litern Wein.

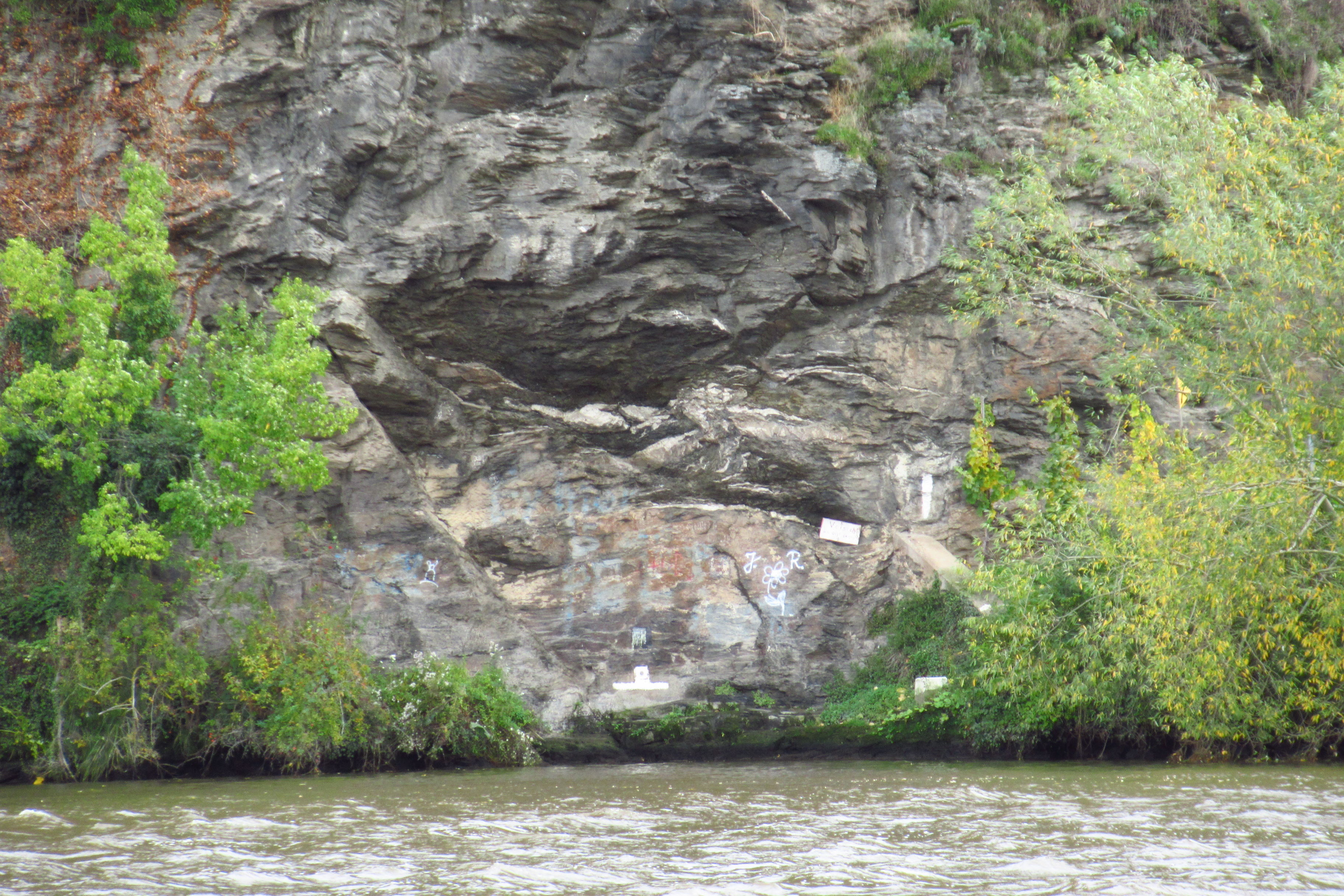
Uferfelsen der Moselloreley mit zeitgenössischen Graffiti.

Das Felsmassiv der Moselloreley befindet sich am linken Moselufer beim Flusskilometer 146. Am gegenüberliegenden flachen Ufer liegt das Dorf Reinsport, das heute einen Ortsteil der Gemeinde Piesport bildet. An dieser Stelle wendet der Mäander von Piesport in den Mäander der Nachbargemeinde Minheim. Die Moselloreley zeichnet sich durch offene Schieferfelsen aus, die sich über ihre ganze Höhe verteilen und von denen einige senkrecht in die Mosel abfallen. Die Felsen werden umgeben von den flächigen Schutthalden ihrer Verwitterungsprodukte, auf denen teilweise kleinere Weinberge angelegt sind und einem natürlich gewachsenen laubholzreichen Hangwald. Der Steilhang erreicht an seiner oberen Kante bis zu 260 m ü. NN, wo heute der älteste Talboden der Mosel aus der Ära der Oberen Moselterrasse liegt. Von dort fällt er um 100 bis 150 Höhenmeter derart abrupt ab, dass es an dieser Seite der Mosel über eine Strecke von einem halben Kilometer keine Uferstraße gibt. Wesentliche Abschnitte des Ufers sind praktisch nur per Boot zu erreichen. Der Abhang, der sich ein Stück weit unter Wasser fortsetzt, ist die Ursache dafür, dass sich hier die mit 9 m zweittiefste Stelle der Mosel befindet.
Der landschaftlich schöne Moselhang ist als Naturdenkmal und Fauna-Flora-Habitat-Gebiet im europäischen Natura 2000 Schutzgebietssystem ausgewiesen.

## Bergbaugeschichte
Am Fuß des Abhangs der Moselloreley, über einer kleinen, isoliert liegenden Terrasse, die sich nur wenig über den Wasserspiegel erhebt, führt ein gemauertes Mundloch in einen Stollen der ehemaligen Grube Piesport-Minheim, auch bekannt als das Eisenstein-Bergwerk. Es ist ein Relikt aus der regionalen Bergbaugeschichte des historischen Bergbaureviers Bernkastel.

### Die Ursprünge
Geologisch zeichnet sich das Mittelmoselgebiet dadurch aus, dass große Eisenerzlagerstätten von den Höhen des Hunsrücks heruntergerutscht sind und sich in den Mulden der Bergplateaus eingelagert haben. Deshalb gehört die Moselloreley zu dem ältesten Bergbaubezirk der Mosel, der sich rund um Bernkastel und dem angrenzenden Hunsrück befindet. Es wird vermutet, dass schon die Römer, die dort zwischen 50 v. Chr. und 500 n. Chr. präsent waren, mit dem Bergbau begonnen haben. Die ältesten schriftlichen Überlieferungen stammen aus dem 15. Jahrhundert. Sie beschreiben die Gruben der Gegend als sehr alt und berichten von einer regen, profitablen Bergbauaktivität in zahlreichen Anlagen. Blei-, Kupfer-, Silber-, Zink- und Eisenerze sowie Dachschiefer wurden abgebaut. Durch Kriege und andere Störungen, wie die Pest, kam es zu verschiedenen Zeiten zu Unterbrechungen und Wiederaufnahmen der Bergbautätigkeit.

### Bergbau für Preußen (1852 – 1872)

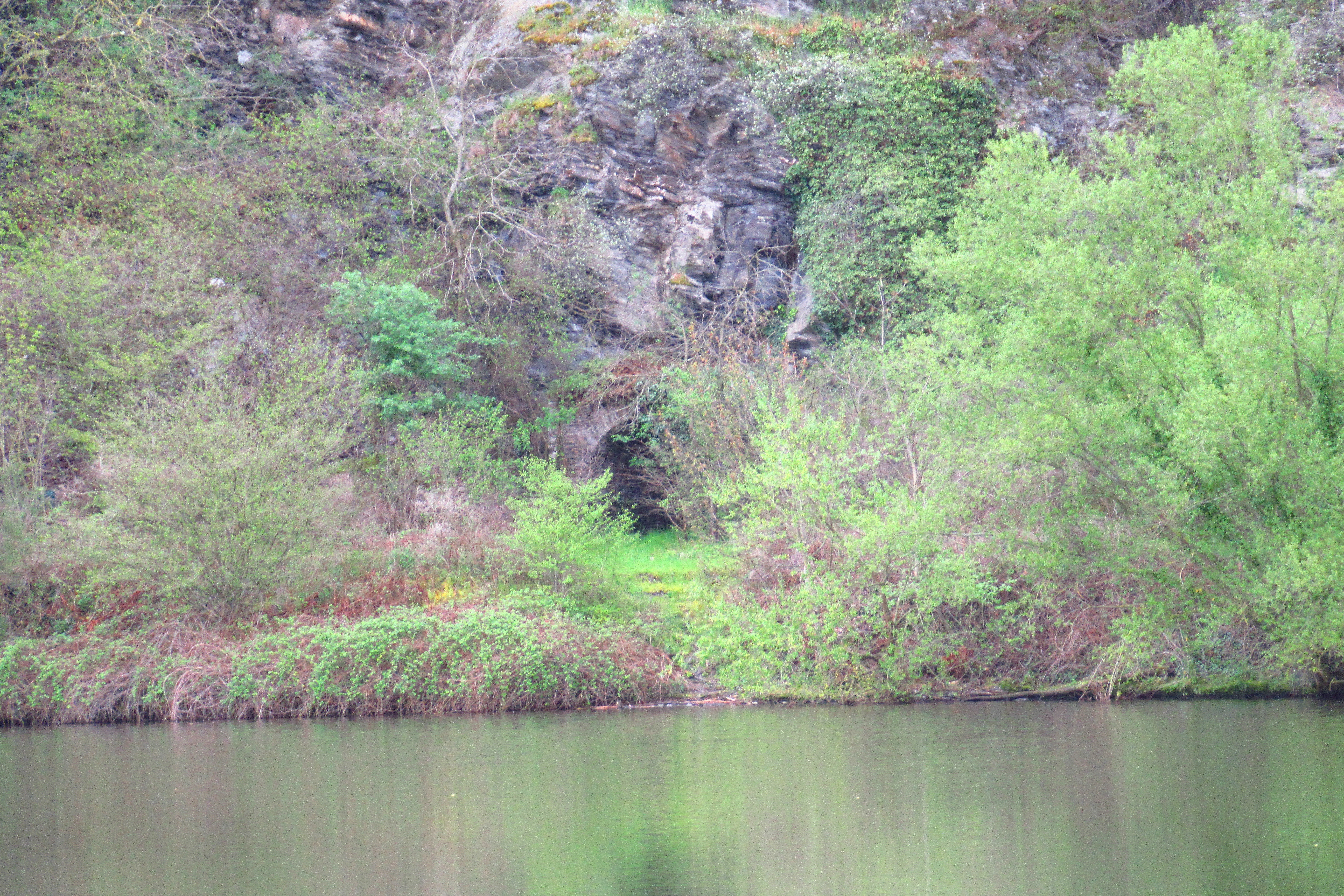
Das Mundloch des ehemaligen Bergwerks und die davorliegende Arbeitsterrasse am Ufer. Sporadische Besuche sorgen dafür dass bis heute ein Pfad durch das Gestrüpp offen gehalten wird.

Um die Mitte des 19. Jahrhunderts erlangte der Bergbau in der Region schließlich wieder eine größere Bedeutung. Damals hatte der preußische Staat, auf dessen Territorium die Moselloreley seit 1815 lag, einen großen Bedarf an Metallen für Rüstungszwecke und gab durch staatlichen Ankauf von Erzen interessierten Unternehmern einen Anreiz für deren Abbau. Vier örtliche Unternehmer, Nikolaus Faber, Nikolaus Esseln und Johann Esseln aus Minheim sowie Karl Schwarz aus Veldenz, erhielten am 14. Juni 1852 vom Bergamt Saarbrücken eine Bergbaukonzession für die Rothlay, wie die Moselloreley ursprünglich hieß. Das Toponym Rothlay legt nahe, dass schon länger bekannt war, dass es sich um einen Berg (lay) mit einem Rotheisenstein-Vorkommen (roth) handelte. Die Eingänge lagen auf der Niederemmeler, aber der Berg selbst auf der Minheimer Gemarkung. Es wird berichtet, dass die Erzlagerstätten des Bergbaureviers so mächtig waren, dass die Bergleute in den vorhandenen Bergwerken mit neuen technischen Möglichkeiten im Wesentlichen dort weiterarbeiten konnten, wo ihre Vorgänger mangels Maschinen nicht mehr tiefer eindringen konnten.
Im Jahr 1856 erwarb die „Gewerkschaft der Grube Anna“ das Eigentum an der „Grube Piesport in Piesport-Minheim“. Das zugehörige Grubenfeld hatte eine Ausdehnung von 986.816 Quadratlachter (umgerechnet 4,3 km2), inklusive Flächen in den Nachbargemeinden Niederemmel und Kesten. Die Gewerkschaft war eine illustre Gruppe von sechs Unternehmern: (1) Johann Keller, Notar aus St. Wendel, (2) Carl Welso, Grubenbesitzer in Altenkirchen, (3) Carl Cetto, Gutsbesitzer in Trier, (4) Eduard Karcher, Gutsbesitzer in Saarbrücken, (5) Carl Ludwig Riegel, Apotheker in St. Wendel und (6) Richard Keller, Kaufmann in St. Wendel. Für Mitte Juni 1858 wird berichtet, dass in der „Grube bei Minheim“ mit 29 Bergleuten 385 Tonnen  Blende-, Bleiglanz und Kupferkies-Erze gefördert worden waren. Im Jahr 1859 arbeiteten dort bis zu 152 Männer die 415 Tonnen  Blende und 138 Tonnen  Bleierz förderten. Weil am Bergwerk, das als Zinkerzgrube bezeichnet wurde, wegen der Lage am Steilhang wenig Platz zur Verfügung stand, wurden die Erze über den Fluss ins nahe Wintrich verschifft, wo am rechten Moselufer eine Aufbereitungsanlage eingerichtet worden war.
Die Allgemeine Berg- und hüttenmännische Zeitung widmete im Januar 1861 einen umfangreichen Artikel dem Thema. Sie berichtete, dass sich die meisten und bedeutendsten Gruben des Bernkasteler Bezirks zunächst in den Händen einer einheimischen Gewerkschaft befunden hatten, die wenige Jahre zuvor in eine Aktien-Kommandit-Gesellschaft umgewandelt worden war. Durch Zusammentreffen von ungünstiger Konjunktur und schlechter Bewirtschaftung war es zu einer Liquidation des Zechenvermögens dieser Gesellschaft gekommen. Dadurch konnten deren sämtliche Gruben und die dazugehörigen Aufbereitungswerke von der belgischen Bergbaugesellschaft „Société de mines de Berncastel Actien-Comandite“, Firma „Graff & Cie.“ erworben werden. Die jüngste Erwerbung der belgischen Bergbaugesellschaft war die sogenannte „Grube Minheim“, die beschrieben wird als zwischen Minheim und Piesport gelegen. Diese war neben der Grube Kautenbach (bei Traben-Trarbach) und der Grube Tiefenbach (unmittelbar bei Bernkastel) eine der bedeutendsten Gruben im Bernkasteler Revier gewesen. Es heißt: „Sie hat ein regelmäsziges und mächtiges Lager, welches sich ... nur hie und da als Lager-Gang charakterisirt und das sehr hübsche Blei- und Kupfer-Erze sowie Blende führt und zwar alle diese Erze in bedeutender Menge.“ Nach der Wiederaufnahme des Betriebs wurden im letzten Quartal 1860 mit 30 Arbeitern 60 Tonnen Blende-, Blei- und Kupfer-Haufwerk gefördert. Aus dem Rohmaterial konnten 80 % reine Erze dargestellt werden.
In den Jahren um 1869/70 hatten die Gebrüder Kaes aus Traben-Trarbach als neue Eigentümer die Stollen übernommen. Diese betrieben ebenfalls noch weitere in der Umgebung, so einen Stollen auf der anderen Seite der Mosel an einem ähnlichen Hang gegenüber von Minheim, zwischen Rondelbach und Fuchsbach, in dem Bereich, wo sich heute das Minheimer Kreuz befindet. Dort, fast 3 km flussabwärts gab es eine Aufbereitungsanlage zu der die Erze aus der Rothlay verschifft wurden zum Brechen und Waschen. Insgesamt 70 bis 80 Personen arbeiteten im Bergwerk und 15 in der Aufbereitung am Rondelbach. Die nächsten Hüttenwerke, wo das Erz hätte weiterverarbeitet werden können, befanden sich moselabwärts in Veldenz und moselaufwärts in Quint bei Trier. Ein Unglück in der Anlage gegenüber Minheim, bei dem 7 Arbeiter verschüttet wurden die nicht gerettet werden konnten, beendete einen Teil der Bergbauaktivität in diesem Bereich. Das endgültige Aus für den Betrieb ergab sich durch den deutschen Erfolg im Krieg von 1870/71 mit Frankreich, der der erhöhten Nachfrage nach heimischem Eisenerz ein Ende setzte und gleichzeitig ein Überangebot von Erz aus dem nun annektierten Lothringen verursachte.

### Bergbau für das 3. Reich (1935 – 1940)

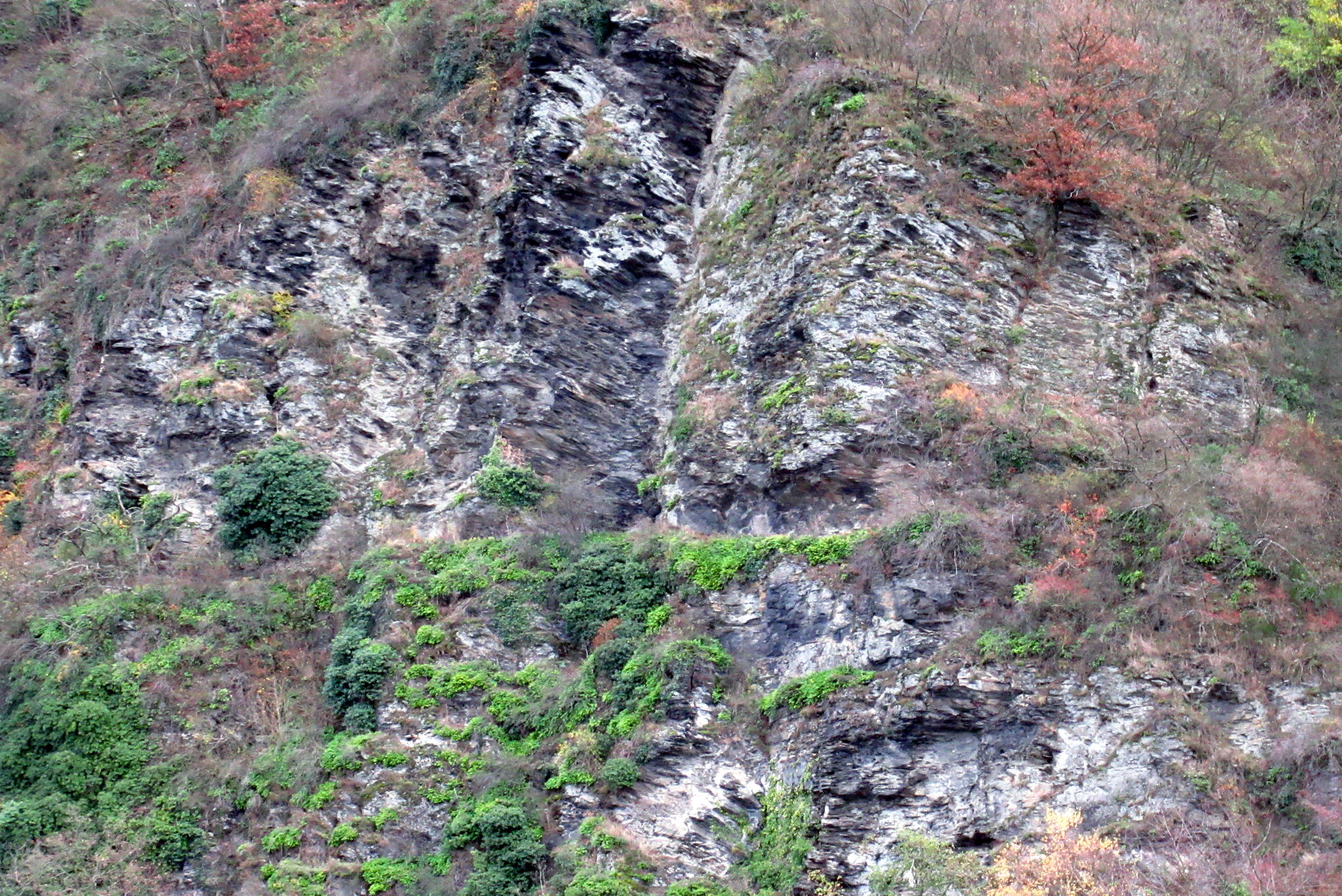
Die etwa von 1937 bis 1940 betriebene obere Arbeitsterrasse (ca. 25 m über dem Wasserspiegel) zeigt sich noch heute als horizontale Linie vor einer abgeschroteten Felswand.

Über 60 Jahre später, und wieder ging es um Kriegsvorbereitungen, rückte auch das eigentlich unrentable Erzvorkommen der Rothlay noch einmal in den Fokus von Behörden und Industrie. Das Oberbergamt Bonn ließ 1935/36 ein Gutachten erstellen das zu dem Ergebnis kam, dass dort um die 500 Tonnen abbaubares Erz lägen, die mit höchstens 15 Arbeitern gefördert werden könnten. Die Firma Deutsche Montan-Gesellschaft mbH in Wiesbaden, die die Eigentümerin der örtlichen Bergbaurechte war, wollte oder konnte zu dieser Zeit die Ausbeutung des Vorkommens nicht selbst übernehmen. Im März 1936 empfahl sie dem zuständigen Landrat die Öffentlichkeit noch nicht über ein mögliches Vorhaben zu informieren. Schließlich mussten die bisherigen Unternehmer das Unternehmen verkaufen, weil sie wegen ihrer jüdischen Herkunft keine Zuschüsse des Reiches zur Erschließung weiterer Gruben erhielten. Die Arisierung des Unternehmens vollzog die Robert Bosch AG. Sie gründete im September 1937 die Metallerzbergbau Westmark GmbH, mit Sitz in Traben-Trarbach und übernahm mit dieser Firma die Felder der Deutschen Montan GmbH.

Bald schon wurden die Arbeiten am sogenannten Eisenerzbergwerk Niederemmel-Minheim aufgenommen. Das erregte die Aufmerksamkeit der Abteilung Landschaftsschutz bei der Bezirksregierung Trier, die über diese Unternehmung nicht informiert worden war und durch die Anlage von Arbeitsterrassen, Aufschüttung von Abraum und den Bau von massiven Unterkünften das Landschaftsbild am Felshang gestört sah. Ein Brief an den Landrat in Bernkastel vom 11. August 1938 enthält eine detaillierte Beschreibung der beanstandeten Tagesanlagen: 

„Der Bezirksplaner in Trier hat mir mitgeteilt, daß gegenüber dem Ort Niederemmel (Reinsport) in dem steil zur Mosel abfallenden Felshang ein Steinbruch angelegt worden sei und daß die in massiver Bauweise errichteten Unterkünfte das Landschaftsbild stören. Bei der bewußten Stelle ist scheinbar ein im Stollenbau betriebener Bergwerkbetrieb eröffnet worden. Es sind von der gegenüberliegenden Moselseite zwei in den Felsen getriebene Stollen zu erkennen. Auf der Höhe dieser beiden Stollen ist mittels Abraum eine Arbeitsterrasse geschaffen worden, von der aus über eine Rutsche der aus dem Stollen beförderte Abraum auf eine zweite, nur wenige Meter über der Moselwasserfläche liegende ebenfalls durch Abraum geschaffene Arbeitsterrasse befördert wird. Zurzeit ist man noch dabei, diese untere Arbeitsterrasse durch Anschütten von Abraum zu vergrößern. Am oberen und unteren Ende der unteren Terrasse befinden sich zwei in massiver Bauweise ausgeführte mit flachen Pultdächern abgedeckte kleine Gebäude. Ein drittes ist in sichtbarem Fachwerk ausgeführt und befindet sich auf der oberen Terrasse. Außerdem ist auch noch eine kleine Bretterbude vorhanden. Es handelt sich scheinbar um einen Betrieb, der erst in letzter Zeit eröffnet wurde und wahrscheinlich noch der Genehmigung der Bergrevierbeamten in Koblenz bedarf. Hier ist bisher über den Betrieb nichts bekannt geworden. Da er aber offenbar eine schwere Beeinträchtigung, wenn nicht Verschandelung des gerade an dieser Stelle besonders schönen Landschaftsbildes befürchten läßt, ersuche ich um sofortige Feststellung, wem der Betrieb gehört, von wem er geführt wird und wie es mit der erforderlichen Genehmigung steht. Ich erwarte Ihren Bericht bis zum 1. September 1938. Es ist auch zu berichten, ob es sich um einen Dauerbetrieb handelt, dessen weitere Ausdehnung noch zu erwarten ist. Und welche Vorschläge gemacht werden können, und eine Beeinträchtigung des Landschaftsbildes zu vermeiden.“

### Ende des Bergbaus (1940 – 1951)

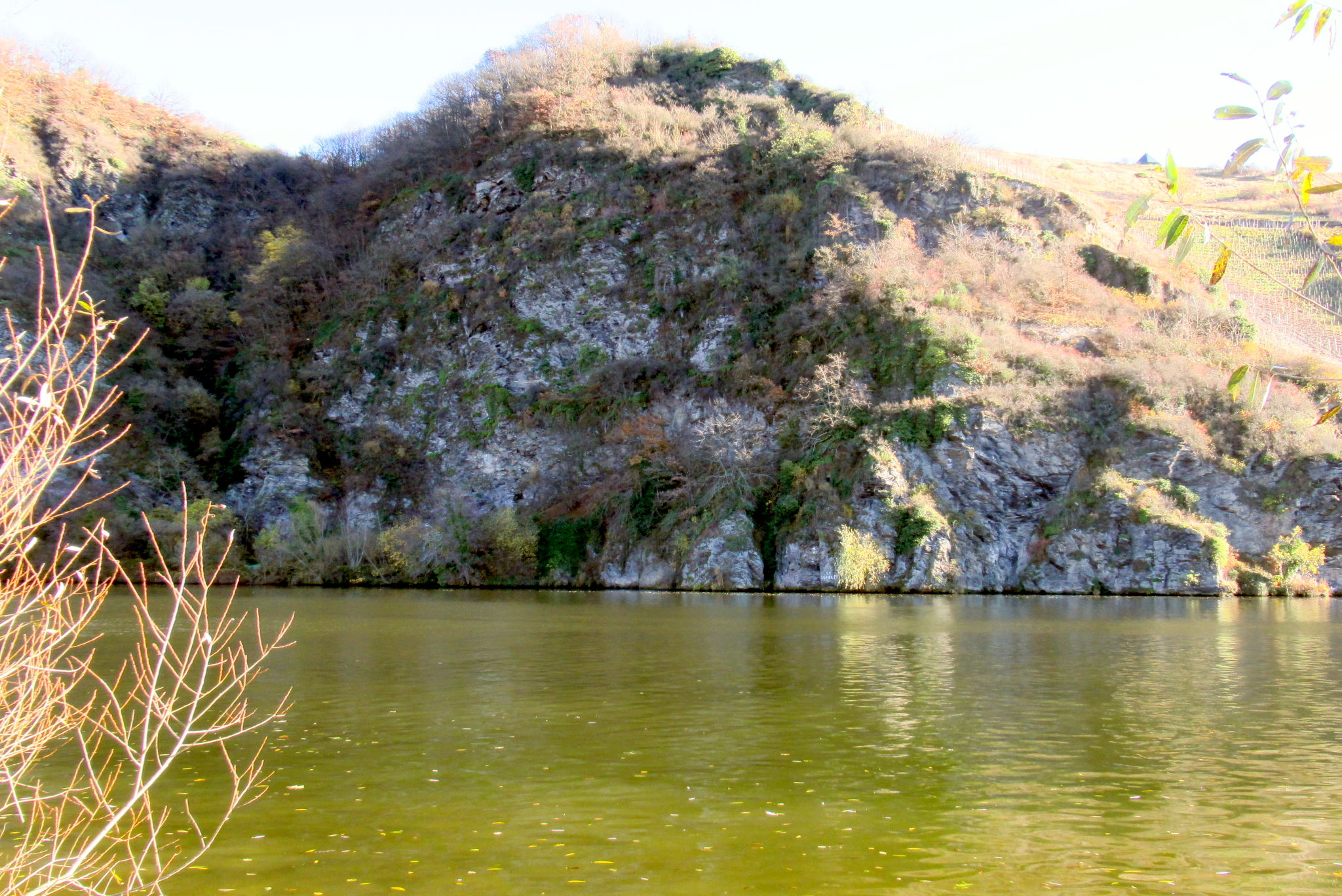
Das Felsgebilde Mosellorelei wurde 1940 unter Naturschutz gestellt. Damit opponierte der zuständige Landrat gegen den das Landschaftsbild störenden Bergbau in dem damals schon für den Tourismus interessanten Gebiet.

Im März 1940 wurde, wie es im Trierer Amtsblatt heißt, die „Mosellorelei, Felsgebilde in der Gemeinde Niederemmel, Auf dem linken Moselufer, Reinsport gegenüber“, in die Liste der Naturdenkmale des Kreis Bernkastel aufgenommen. Damit wurden, gemäß der Verordnung zur Sicherung von Naturdenkmalen im Kreise Bernkastel von 1938, „alle Masznahmen (verboten), die geeignet sind die Naturdenkmale oder ihre Umgebung zu schädigen oder zu beeinträchtigen.“ Möglicherweise daraufhin wurde der Bergbaubetrieb eingestellt, vielleicht aber waren die projektierten 500 Tonnen Erz auch schon bald erschöpft, jedenfalls ist seither nichts mehr über eine spätere Bergbautätigkeit bekannt.
Erst wieder in den letzten Wochen des Zweiten Weltkriegs taucht das Bergwerk in der Ortschronik auf. Als am 1. März 1945 Reinsport Opfer eines überraschenden Luftangriffs wurde, der wahrscheinlich einem am Minheimer Bahnhof haltenden Munitionszug galt und im Dorf 14 Menschen den Tod fanden, suchten die Einwohner während des nächsten Tages im stillgelegten Eisenerzbergwerkstollen Schutz vor befürchteten weiteren Angriffen. Nachdem es aber bei der dazu notwendigen Überquerung der Mosel im Boot auch Beschuss gegeben hatte bevorzugten die Menschen andere sicherer zu erreichende Schiefer-Stollen in der Gemeinde als Schutzraum. Nur einige französische Kriegsgefangene aus Minheim flüchteten sich noch in das alte Bergwerk, um sich einem Zugriff durch die zurückweichenden deutschen Truppen zu entziehen. Einige Tage später nahmen US-Truppen den Ort ein.
Unter der nach dem Krieg folgenden französischen Besatzung wurde die Metallerzbergbau Westmark beschlagnahmt. Bosch einigte sich mit den früheren Eignern des Bergwerks unter Zahlung von 50.000 DM auf einen Vergleich. Unter dem Druck einer Anordnung der Alliierten Hohen Kommission zur Entflechtung des Bosch-Konzerns wurden 1950 die Anlagen der Metallerzbergbau Westmark GmbH verkauft und danach die Bergbaugesellschaft zum 30. April 1951 aufgelöst.
Das Bergwerk blieb seither verlassen. Die Umgebung beim Stolleneingang diente im Jahr 2012 als Kulisse für den Historienfilm Die andere Heimat – Chronik einer Sehnsucht. Es bleibt ein Kuriosum der Ortsgeschichte auf das am gegenüberliegenden Reinsporter Ufer mit einer Erklärtafel für den lokalen Tourismus aufmerksam gemacht wird.

## Toponym

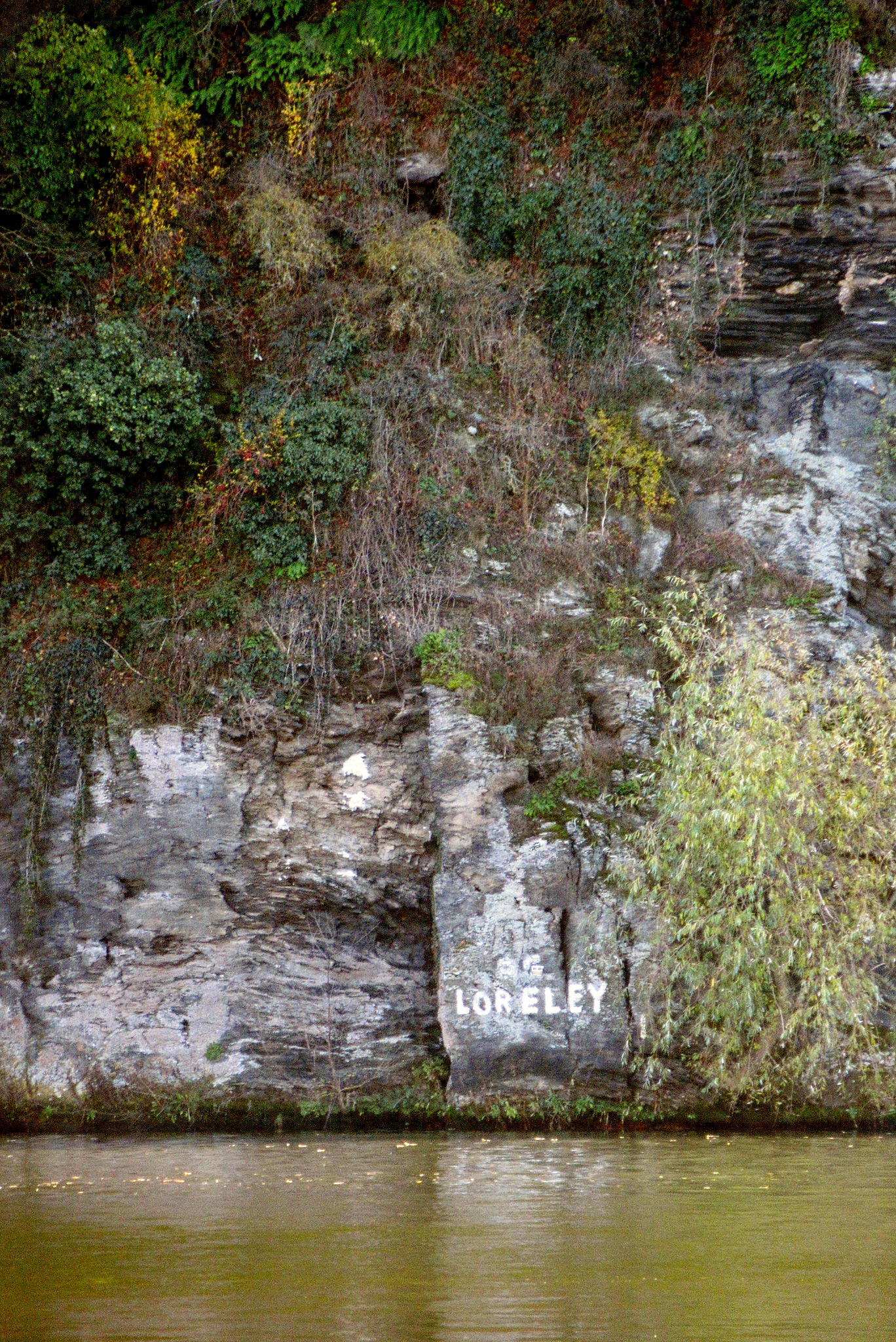
Der Loreley-Fels der Mosel.

Im Rheinland, wozu auch die Mosel gehört, werden schon lange Schiefer, Fels und Stein mit Lei, Ley oder Lay bezeichnet. Das Wort war bereits vor dem 15. Jahrhundert im Mittelhochdeutschen geläufig und es könnte seinen Ursprung im etruskischen law haben. Der Name Loreley ist allerdings eine literarische Erfindung. Clemens Brentano, ein Dichter der Romantik, ließ sich auf einer Rheinreise von der Örtlichkeit der Lurlei inspirieren, einem Felsenberg bei St. Goarshausen an dem die Rheinschiffer wegen der Luren im hohl vorgestellten Gestein ein Echo erzeugen konnten. Er schrieb um 1800 eine Ballade von einer unglücklich verliebten jungen Frau namens Lore Lay, die sich von einem hohen Felsen in den Rhein zu Tode stürzt. Die literarische Figur wurde in den folgenden Jahrzehnten besonders durch ein populäres Lied von der Loreley im öffentlichen Bewusstsein immer wieder mit dem gedachten Schauplatz verbunden. Die Lurlei erlangte dadurch sogar internationale Bekanntheit als der Loreleifelsen, bis etwa einhundert Jahre später der Name der Protagonistin das ursprüngliche Toponym sogar in amtlichen Karten ersetzte.
Im ausgehenden 19. Jahrhundert entstand ein gewisser Hype auch andere Felswände an Flüssen entsprechend zu bezeichnen. Zum Beispiel die Brauselay bei Cochem, die als „Mosel-Lorelei“ oder „Conder Loreley“ oder „Loreley der Mosel“ bezeichnet wurde, wenn auch nicht in amtlichen Karten. Eine „Donau-Loreley“ bzw. „Loreley der Donau“ gibt es gleich zweimal. Einmal der Badacay-Felsen am Flussabschnitt Eisernes Tor  an der Serbisch-rumänische Grenze (Flusskilometer 970) und zum anderen der Jochensteinfelsen in Oberösterreich. Und die „Loreley der Elbe“ liegt an der Porta Bohemica.
Die Moselloreley wurde allmählich vom aufkommenden Tourismus entdeckt. Der englische Maler William Turner hielt 1824, vermutlich als Erster, auf einer Reise durchs Moseltal das Felsmassiv bei Piesport in seinem Skizzenbuch fest. Es handelt sich um drei Skizzen die wohl keine Wiederverwendung fanden und erst um 1991 als Darstellungen der Moselloreley erkannt wurden. Wahrscheinlich wurde der Felsen damals noch nicht als Loreley bezeichnet. Geographen übernahmen den Namen etwa für die Rheinloreley erst Jahrzehnte später in amtlichen Karten auf. In der kommunalen Heimatforschung wird davon ausgegangen, dass sich in Piesport dieser Name erst nach dem Zweiten Weltkrieg etabliert hat. Allerdings führte schon 1934 der Reichsfremdenverkehrsverband in seinem Verzeichnis der Fremdenverkehrsorte die „Mosel-Lorelei“ unter dem Eintrag von Niederemmel auf, und der Landrat von Bernkastel verfügte im Amtsblatt von 1940, dass die „Mosellorelei“ ein unter Naturschutz stehendes Felsgebilde sei.